# Баламутово (Ленинградская область)
Баламутово — деревня в Большедворском сельском поселении Бокситогорского района Ленинградской области.

## История
БАЛАМУТОВО — деревни Чертовского общества, прихода погоста Лучна. 

Крестьянских дворов — 12. Строений — 17, в том числе жилых — 14.

Число жителей по семейным спискам 1879 г.: 36 м. п., 36 ж. п.; по приходским сведениям 1879 г.: 39 м. п., 38 ж. п.

В конце XIX века — начале XX века деревня административно относилась к Обринской волости 5-го земского участка 3-го стана Тихвинского уезда Новгородской губернии.
В начале XX века близ деревни находился жальник.

БАЛАМУТОВО — деревня Чертовского общества, дворов — 17, жилых домов — 27, число жителей: 52 м. п., 53 ж. п.
 
Занятия жителей — земледелие. Колодец.  (1910 год)

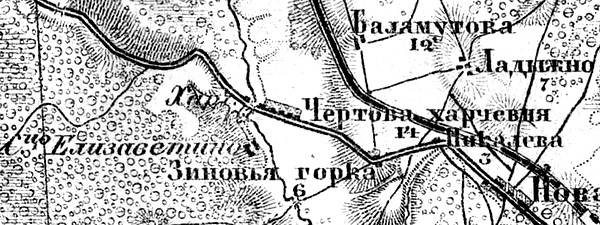
Деревня Баламутово на карте 1913 года

Согласно карте Новгородской губернии 1913 года, деревня называлась Баламутова и насчитывала 12 крестьянских дворов.
С 1917 по 1918 год деревня входила в состав Обринской волости Тихвинского уезда Новгородской губернии.
С 1918 года, в составе Череповецкой губернии.
С 1924 года, в составе Пикалёвской волости.
С 1927 года, в составе Новодеревенского сельсовета Пикалёвского района.
В 1928 году население деревни составляло 104 человека.
С 1932 года, в составе Тихвинского района.
По данным 1933 года деревня Баламутово входила в состав Новодеревенского сельсовета Тихвинского района.
С 1952 года, в составе Бокситогорского района.
С 1963 года, вновь в составе Тихвинского района.
С 1965 года вновь в составе Бокситогорского района. В 1965 году население деревни составляло 57 человек.
По данным 1966, 1973 и 1990 годов деревня Баламутово также входила в состав Новодеревенского сельсовета.
В 1997 году в деревне Баламутово Большедворской волости проживали 6 человек, в 2002 году — 10 человек (все русские).
В 2007 году в деревне Баламутово Большедворского СП проживали 3 человека, в 2010 году постоянного населения не было.

## География
Находится в северо-западной части района близ автодороги А114 (Новая Ладога — Вологда), к северо-западу от города Пикалёво.
Расстояние до административного центра поселения — 18 км.
Расстояние до ближайшей железнодорожной станции Пикалёво I — 4 км. 
К западу от деревни протекает река Рядань.

## Демография
| 1997 | 2002 | 2007 | 2010 | 2017 |
| ---- | ---- | ---- | ---- | ---- |
| 6    | ↗10  | ↘3   | ↘0   | ↗7   |